# Medo Bobo
"Medo Bobo" é uma canção gravada pela dupla brasileira Maiara & Maraisa de sertanejo para o álbum Ao Vivo em Goiânia, lançado em 2016. A música, escrita por Juliano Tchula, Maraisa, Vinicius Poeta, Junior Pepato e Benicio Neto, foi lançada em 23 de maio de 2016 nas rádios do Brasil.

## Desempenho nas paradas
| Parada (2016)                      | Melhor posição |
| ---------------------------------- | -------------- |
| Brasil (Billboard Hot 100 Airplay) | 1              |

### Tabelas de fim-de-ano
| Parada (2016)                      | Melhor posição |
| ---------------------------------- | -------------- |
| Brasil (Billboard Hot 100 Airplay) | 5              |

## Versões
Em 2017, o produtor musical Zebu lançou uma versão remix da canção com os vocais do cantor Jão.
Em 2019, o cantor Rubel lançou uma releitura da canção, com uma melodia mais lenta. A adaptação fez parte da trilha sonora da novela Amor da Mãe.

## Histórico de lançamento
| Região | Data               | Formato   | Gravadora | Ref.  |
| ------ | ------------------ | --------- | --------- | ----- |
| Brasil | 23 de maio de 2016 | Streaming | Som Livre | [ 5 ] |